# GAE (företag)
GAE, Inc. (株式会社GAE Kabushiki-gaisha GAE?), formerly Global A Entertainment, är en utvecklingsstudio för datorspel i Kichijōji, Tokyo, Japan. Den 12 februari 2009 byttes den till GAE, Inc. Företaget är mest känt för sin populära Dungeon Maker-serie.